# Ancistria tenera
Ancistria tenera is een keversoort uit de familie Passandridae. De wetenschappelijke naam van de soort is voor het eerst geldig gepubliceerd in 1936 door Günther in Heller & Günther.